# Paraphaenodiscus monawari
Paraphaenodiscus monawari is een vliesvleugelig insect uit de familie Encyrtidae. De wetenschappelijke naam is voor het eerst geldig gepubliceerd in 1998 door Bhuiya.